# H.C. Andersens Torv
H.C. Andersens Torv i Odense er navngivet efter eventyrdigteren H.C. Andersen (1805-1875). Torvet strækker sig fra Sortebrødre Torv forbi Radisson Blu H.C. Andersen Hotel og op foran Odense Koncerthus. Torvet har desuden tilslutning til Claus Bergs Gade som leder direkte ned til H.C. Andersens Hus.
Der afholdes torvedag, hvor torvehandlende bl.a. sælger grønt, frugt og ost, på et stykke af H.C. Andersens Torv samt det tilstødende Sortebrødre Torv hver onsdag og lørdag.